# XVI Reunião Ordinária do Conselho do Mercado Comum
A XVI Reunião Ordinária do Conselho do Mercado Comum ocorreu em junho de 1999, na cidade de Assunção.

## Participantes
Representando os estados-membros
- Fernando Henrique Cardoso
- Carlos Menem
- Julio Maria Sanguinetti
- Luis Ángel González Macchi

## Decisões
A reunião produziu 7 decisões.